# Öretjärnarna (Nyhems socken, Jämtland, 698328-148665)
Öretjärnarna är en sjö i Bräcke kommun i Jämtland och ingår i Ljungans huvudavrinningsområde.